# Deușu
Deuşu (colloquiale Deus,  in ungherese Dios), è un villaggio nel comune di Chinteni, nel distretto di Cluj, in Romania. Situato a circa 20 km da Cluj-Napoca, Deuşu è collegato dalla vecchia strada Cluj-Chinteni-Băbuţiu-Vultureni. L'elevazione media è di 493 m. Deusu ha una popolazione di 252 abitanti. L'attività economica è limitata a parecchie imprese commerciali.
Dal punto di vista demografico, la popolazione è relativamente anziana, la maggior parte dei giovani migrata nel capoluogo Cluj. Tuttavia, negli ultimi anni si è assistito ad una inversione di tendenza e i giovani tendono a tornare al villaggio, fondando anche nuove famiglie. Il mercato immobiliare è in tendenza positiva. 
Deusu ha un potenziale turistico che finora è rimasto trascurato. La scuola del paese aveva un Museo di Storia aperto dal professor Simion Suciu che ha raccolto oggetti storici rinvenuti nella zona, attestanti che i primi insediamenti risalgono a oltre 2000 anni fa. In due punti nella valle Puturoasa sono state trovate ceramiche di epoca romana, che indicano un insediamento rurale. Inoltre vi è una vecchia chiesa in legno risalente al XVII secolo che ha conservato l'architettura e il materiale da costruzione originali. 
È solo negli ultimi anni che la zona è stata collegata alla rete del gas e a quella telefonica e di Internet.